# Güngör Kaya
Güngör Kaya (* 27. April 1990 in Gelsenkirchen) ist ein deutsch-türkischer Fußballspieler. Der Stürmer steht seit 2022 bei der SpVgg Horsthausen unter Vertrag.

## Karriere
Kaya kam als Deutsch-Türke dritter Generation in Gelsenkirchen zur Welt und begann mit dem Fußballspielen bei der STV Horst-Emscher. Im Sommer 2000 wechselte er von hier aus in die Jugend des VfL Bochum, wo er in den Spielzeiten 2007/08 und 2008/09 in 40 Spielen der A-Junioren-Bundesliga 37 Tore schoss. Nachdem er sich mit dem VfL Bochum nicht auf einen neuen Vertrag einigen konnte, wurde er im Februar 2009 suspendiert.
Zur Saison 2009/10 wechselte er zum 1. FC Nürnberg, spielte dort aber ausschließlich für die Reservemannschaft. Nach seiner Tätigkeit bei den Franken unterschrieb er im Sommer 2011 einen Vertrag bei Rot-Weiss Essen, wo er zum Stammspieler wurde und den Niederrheinpokal gewann.
Im Mai 2012 kündigte Rot-Weiss Essen ihm fristlos, nachdem er gegen seinen eigenen Verein gewettet hatte. Anschließend wechselte in die türkische TFF 1. Lig zu Adanaspor. Anfang 2013 wurde Kaya für den Rest der Saison an den drittklassigen Istanbuler Verein Eyüpspor ausgeliehen.
Im August 2013 wurde er vom Regionalligisten KFC Uerdingen 05 verpflichtet. Nach seiner Rückkehr nach Deutschland verhängte der DFB aufgrund der Wettaffäre aus Essener Zeiten eine sechsmonatige Sperre bis zum 24. Februar 2014 gegen Kaya. Am 8. März 2014 gab er sein Debüt im KFC-Trikot beim 1:1 gegen Rot-Weiss Essen.
Zur Saison 2014/15 wechselte er zur SG Wattenscheid 09, zur Saison 2016/17 zu Rot-Weiß Oberhausen. Im Sommer 2017 ging Kaya in die Türkei, dort spielte er innerhalb eines Jahres für Bugsaşspor, Fatih Karagümrük und Yeşil Bursa.
Im August 2018 schloss er sich dem deutschen Oberligisten FSV Duisburg an, der am Saisonende 2018/19 in die Sechstklassigkeit abstieg. Daraufhin kehrte er zum Regionalligisten SG Wattenscheid 09 zurück. Nachdem der Spielbetrieb der Herrenmannschaft am 23. Oktober 2019 eingestellt worden war, wurden die Spieler vom insolventen Verein freigestellt.
Zum 1. Januar 2020 erhielt der Angreifer einen Vertrag bis Saisonende beim Bochumer Sechstligisten DJK TuS Hordel. Dieser wurde anschließend noch um ein weiteres Jahr verlängert, bevor er zum Landesligisten SV Horst-Emscher 08 wechselte. Seit dem Sommer 2022 ist Kaya nun für die SpVgg Horsthausen in der Westfalenliga aktiv.

## Erfolge
- Niederheinpokalsieger: 2012
- Westfalenpokalsieger: 2016